# Fiat 1100 Siata Tipo Ufficio
La Fiat 1100 Siata Tipo Ufficio è un prototipo d'automobile costruito dalla torinese Siata nel 1943.

## La storia
I bombardamenti che colpirono le città del nord Italia a partire dal novembre 1942, avevano fortemente messo in crisi le industrie lombarde e piemontesi. L'obiettivo strategico degli alleati era certo quello di ridurre la potenza produttiva italiana, ma le devastazioni causarono anche effetti collaterali ugualmente temuti dagli imprenditori: la distruzione degli uffici annessi agli opifici. Sovente gli incendi causati dalle bombe interessavano gli archivi delle aziende, cancellando un patrimonio non più ricostituibile fatto di brevetti, contratti, quietanze e titoli.
Molti imprenditori provvidero a trasferire gli archivi nelle case di villeggiatura, lontane dalle città, causando comunque un disagio funzionale in relazione all'impossibilità di consultazione dei documenti per le esigenze di produzione.
Questi disagi dati dal periodo bellico, convinsero la Siata a studiare un veicolo che potesse risolvere il problema, progettando un ufficio-archivio mobile.

## La vettura
Costruita su base meccanica Fiat 1100 L Passo Lungo, la Siata Tipo Ufficio si presentava come una monovolume con parte a sbalzo del retrotreno facilmente sganciabile e riagganciabile, destinata a contenere l'archivio dei documenti.
L'abitacolo alto e spazioso, al quale si accedeva mediante 4 porte apribili ad armadio, era dotato di comodo divano posteriore e due poltrone anteriori girevoli. Il volante era estraibile per essere collocato in una feritoia centrale e fungere da tavolino.
Nonostante le dimensioni ed il non ottimale profilo aerodinamico, la vettura raggiungeva i 90 km/h.
Venne presentata il 10 novembre 1943, anche nella versione "8 posti" per famiglie numerose, allo scopo di non offrire un'immagine troppo "disfattista" circa l'impiego del veicolo.
Le vicende del conflitto impedirono la produzione in piccola serie della Siata Tipo Ufficio che venne realizzata in pochissimi esemplari, nessuno dei quali risulta essere sopravvissuto.